# Świadkowie Jehowy w Korei Południowej
Świadkowie Jehowy w Korei Południowej – społeczność wyznaniowa w Korei Południowej, należąca do ogólnoświatowej wspólnoty Świadków Jehowy, licząca w 2023 roku 106 161 głosicieli, należących do 1252 zborów. Na dorocznej uroczystości Wieczerzy Pańskiej w 2023 roku zgromadziło się 138 920 osób. Działalność miejscowych głosicieli koordynuje Biuro Oddziału w Kongdo, gdzie znajduje się też drukarnia Towarzystwa Strażnica. Korzystają z trzech Sal Zgromadzeń.
Jedna z 27 wspólnot Świadków Jehowy na świecie, których liczebność przekracza 100 000 głosicieli.

## Historia

### Początki
W roku 1912 podczas podróży dookoła świata Charles Taze Russell wygłosił przemówienie w Seulu; przybyli pierwsi Badacze Pisma Świętego z zagranicy i rozpoczęto tłumaczenie publikacji religijnych na język koreański. W 1915 roku Fanny L. Mackenzie, kolporterka z Wielkiej Brytanii, rozpoczęła okresowe wizyty w Korei, sama pokrywając koszty podróży.
W roku 1930 działalność kaznodziejską prowadziło 22 głosicieli, a rok później otwarto Biuro Oddziału w Seulu. Lee Shi-chong, kolporter, działał w północnych prowincjach. Na rowerze dotarł z literaturą do Mandżurii. 
W czerwcu 1932 roku odbył się w Seulu pierwszy kongres z udziałem 45 osób. W tym samym roku wydrukowano 50 tysięcy egzemplarzy broszury „Królestwo – nadzieja świata” do nieodpłatnej dystrybucji.
17 czerwca 1933 roku policja japońskich władz okupacyjnych skonfiskowała dużą ilość literatury biblijnej którą publicznie spalono. W stolicy oraz w okolicy Pjongjang (obecna Korea Północna) uwięziono również 38 głosicieli (mężczyzn i kobiet), którzy odmówili oddania czci japońskiemu cesarzowi. Pięciu z nich straciło życie w więzieniu z powodu panujących w nim tragicznych warunków. Pięć kobiet, będących Świadkami Jehowy, zostało uwięzionych w obozie koncentracyjnym. Podczas okupacji japońskiej zakuto je w łańcuchy za odmowę oddania pokłonu przed portretem cesarza i przyjęcia jego religii. Po drugiej wojnie światowej zostały uwolnione i wkrótce na nowo podjęły działalność kaznodziejską. Grupa Świadków Jehowy i osób zainteresowanych została aresztowana i podawana torturom. Więziono ich od czerwca 1939 do sierpnia 1945 roku. Powodem pozbawienia ich wolności była odmowa oddawania czci japońskiemu cesarzowi i tak zwana antywojenna propaganda. Aresztowano 66 osób – prawie wszystkich Świadków Jehowy mieszkających wtedy w Korei. Sześciu z nich zmarło z powodu chorób wywołanych przez surowe warunki panujące w więzieniu.
W 1939 roku koreańscy Świadkowie Jehowy utracili kontakt z resztą organizacji religijnej. Dopiero w roku 1948 dzięki artykułowi w gazecie napisali list do Towarzystwa Strażnica i otrzymali publikacje biblijne w języku koreańskim. 24 czerwca 1949 roku w Seulu założono pierwszy zbór, do którego należało 12 głosicieli. 9 sierpnia 1949 roku do Korei przyjechało małżeństwo Earlene i Don Steele, pierwsi absolwenci Biblijnej Szkoły Strażnicy – Gilead i dołączyli do grupy 13 miejscowych głosicieli. 1 stycznia 1950 roku czterech koreańskich Świadków Jehowy rozpoczęło służbę pionierską. W marcu 1950 roku do Korei przyjechało sześcioro kolejnych misjonarzy. Zanotowano liczbę 61 głosicieli, a w pierwszym zorganizowanym 25 czerwca 1950 roku w audytorium szkoły wykładzie publicznym uczestniczyło ponad 360 osób. Tego samego dnia wybuchła wojna koreańska.
Ambasada amerykańska wezwała misjonarzy do opuszczenia Korei i 27 czerwca z powodu wojny misjonarze zostali ewakuowani do innych krajów – głównie do Japonii, a większość głosicieli ze stolicy rozproszyło się w południowej części kraju. W listopadzie 1951 roku, jeszcze przed końcem wojny koreańskiej, do Korei powrócił Don Steele. Przeprowadził on reorganizację działalności i zatroszczył się o potrzeby duchowe współwyznawców. 30 października 1952 roku prawnie zarejestrowano The Watch Tower Songso Chaekja Hyuphoi of Korea, legalizując działalność Świadków Jehowy w Korei. W roku 1953 otwarto nowe Biuro Oddziału. Zanotowano wówczas liczbę 417 głosicieli w 7 zborach. W tym samym 1953 roku Chong-il Park jako pierwszy Świadek Jehowy został skazany za podyktowaną sumieniem odmowę pełnienia służby wojskowej na karę trzech lat więzienia, a w 1955 roku został przedterminowo zwolniony ze względu na wzorowe zachowanie.
Od 1954 roku rozpoczęto w Korei Południowej organizowanie kongresów okręgowych. W tym też roku na kongresie obecnych było 1245 osób. Trzy lata później misjonarze powrócili do Korei. W latach 1956, 1957, 1960 i 1963 kraj odwiedzali przedstawiciele Towarzystwa Strażnica. W roku 1958 w Korei Południowej działalność kaznodziejską prowadziło 2800 głosicieli. W tym samym roku Chong-il Park został zaproszony do 32 klasy Szkoły Gilead. Do roku 1960 Towarzystwo Strażnica skierowało do Korei 22 misjonarzy, z którymi współpracowało ponad 3800 głosicieli.

### Prawna rejestracja i rozwój działalności
25 października 1961 roku nastąpiła prawna rejestracja. W stolicy odbyły się kongresy międzynarodowe: w 1963 roku – pod hasłem „Wiecznotrwała dobra nowina”, a w 1969 roku – pod hasłem „Pokój na ziemi”. W roku 1964 przekroczono liczbę 5000 głosicieli. Rok później powstała pierwsza Sala Królestwa w Korei Południowej. W 1966 roku otwarto drukarnię Towarzystwa Strażnica. W kolejnych latach kilkakrotnie kraj odwiedzali przedstawiciele Towarzystwa Strażnica.
W latach 60. rozpoczęto działalność kaznodziejską wśród niesłyszących. W następnej dekadzie kilkoro z nich zaczęło uczęszczać na zebrania zborowe w Seulu. W 1976 roku powstał pierwszy zbór posługujący się koreańskim języku migowym, do którego należały 42 osoby. Był on pierwszym w świecie zborem języka migowego.
W tym samym roku w Pusan otwarto pierwszą Salę Zgromadzeń. W sierpniu 1978 roku w Seulu oraz w Daejeon odbył się kongres pod hasłem „Zwycięska wiara”, w którym wzięło udział 33 181 osób.
W roku 1982 w Kongdo otwarto Biuro Oddziału (rozbudowane w latach 1987 i 1994). W roku 1986 zakupiono prasę rotacyjną i w koreańskim Biurze rozpoczęto druk literatury biblijnej. W roku 1992 w Wonju doszło do tragedii – szaleniec podpalił miejscową Salę Królestwa, w której zginęło 15 osób, a 26 zostało ciężko rannych.
W 1994 roku wydano Chrześcijańskie Pisma Greckie w Przekładzie Nowego Świata (Nowy Testament) w języku koreańskim. Od 1997 roku kongresy odbywają się również w koreańskim języku migowym. W tym też roku w pierwszym zgromadzeniu okręgowym pod hasłem „Wiara w Słowo Boże” przedstawianym w całości w języku migowym uczestniczyły 1174 osoby. We wrześniu 1998 roku w stolicy odbył się kolejny kongres międzynarodowy pod hasłem „Boża droga życia” z udziałem ponad 63 tysięcy osób. W 2002 roku zorganizowano akcję niesienia pomocy poszkodowanym przez tajfun Rusa.
W 2006 roku Komisja Praw Człowieka Organizacji Narodów Zjednoczonych orzekła, iż Korea Południowa naruszyła prawa obywateli i nakazała naprawić wyrządzone krzywdy 2 Świadkom Jehowy, którzy wnieśli skargę. Komisja wezwała także rząd Korei Południowej do umożliwienia innym osobom, odmawiającym pełnienia służby wojskowej, pełnienie służby zastępczej, poddanej nadzorowi cywilnemu, tak by nie musiały one wybierać między pogwałceniem swoich zasad a długoletnim uwięzieniem. Do końca 2008 roku 488 osób wniosło do tej komisji podobne skargi.
16 czerwca 2008 roku rząd Korei wycofał się ze złożonej miesiąc wcześniej deklaracji, dotyczącej alternatywnej służby wojskowej dla osób jej odmawiających z powodu przekonań. W 2009 roku w Seulu odbył się kongres międzynarodowy pod hasłem „Czuwajcie!”, w którym brało udział 58 tysięcy osób, w tym 6,5 tysiąca delegatów z 11 krajów.
W roku 2012 przekroczono liczbę 100 tysięcy głosicieli. 20 października 2012 roku oddano do użytku rozbudowane Biuro Oddziału. W listopadzie 2012 roku zorganizowano ogólnokrajową kampanię rozpowszechniania okolicznościowych ulotek, dotyczących ich 100-letniej historii w Korei i informacji o ich obecnej działalności na rzecz społeczeństwa.
W dniach od 6 do 8 września 2014 roku na Seul World Cup Stadium w Seulu odbył się kongres międzynarodowy pod hasłem „Szukajmy najpierw Królestwa Bożego!” z udziałem ponad 56 tysięcy osób, w tym delegatów z Polski, Filipin, Finlandii, Kanady oraz Stanów Zjednoczonych. Kongresy odbyły się również w Pusan, Daejeon, Gwangju, Czedżu, Suwon i Yeosu, na których było ponad 59 tysięcy obecnych. 6 września na tej serii kongresowej ogłoszono wydanie zrewidowanej edycji Pisma Świętego w Przekładzie Nowego Świata w języku koreańskim. We wrześniu 2018 roku w Maputo w Mozambiku odbył się kongres specjalny pod hasłem „Bądź odważny!” z udziałem delegacji z Korei Południowej.

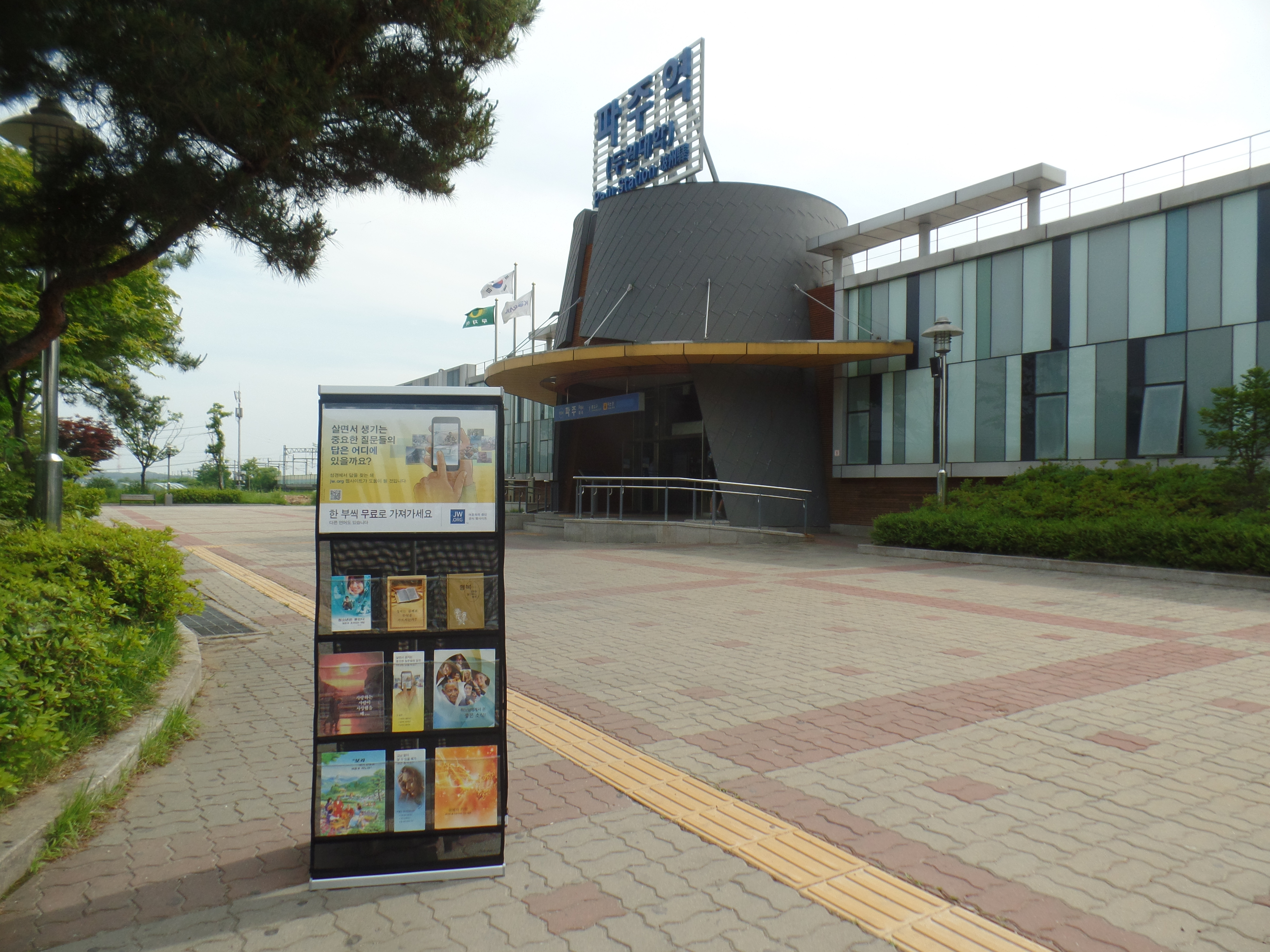
Stojak z publikacjami Świadków Jehowy w Seulu

W 2018 roku ponad 7100 głosicieli wzięło udział w specjalnej kampanii udostępniania publikacji biblijnych zagranicznym gościom, którzy odwiedzili Koreę podczas Zimowych Igrzysk Olimpijskich (od 9 do 25 lutego) i Paraolimpijskich (od 9 do 18 marca), które odbyły się w Pjongczangu. Świadkowie Jehowy wykorzystywali 152 wózki do świadczenia w miejscach publicznych ustawione w 48 lokalizacjach, w tym na terenie Parku Olimpijskiego Gangneung, Olympic Plaza i w wiosce olimpijskiej. W tym czasie zagranicznym gościom udostępniono 71,2 tysiąca publikacji w 20 językach. Wykorzystywano również wózki wyposażone w sprzęt pozwalający wyświetlać filmy w koreańskim języku migowym dla osób niesłyszących, które przyjechały na paraolimpiadę. W 2019 roku na uroczystość Wieczerzy Pańskiej przybyło 136 891 osób. Od 13 do 15 września 2019 roku w Seulu odbył się kongres międzynarodowy pod hasłem „Miłość nigdy nie zawodzi!” z udziałem 60 082 osób, w tym również 6076 zagranicznych delegatów z ponad 20 krajów. Ochrzczono 478 osób. Ciało Kierownicze reprezentował Stephen Lett. Delegaci z Korei Południowej brali udział również w kongresach międzynarodowych w Australii, Ekwadorze, Hiszpanii, Holandii, Kanadzie, Polsce i Stanach Zjednoczonych. W Muzeum Więzienia Seodaemun w Seulu 5700 delegatów zagranicznych obejrzało specjalną wystawę zatytułowaną „Zmienne wichry historii, niezmienne nakazy sumienia”. Ukazywała ona neutralne stanowisko koreańskich Świadków Jehowy w trakcie japońskich rządów i represji w latach 40. XX w. Zwiedziło ją ogółem 51 175 osób. Ta sama wystawa miała miejsce w Państwowym Muzeum Przymusowej Mobilizacji pod Okupacją Japońską w Pusanie.
W 2022 roku wydano Pismo Święte w Przekładzie Nowego Świata w koreańskim alfabecie Braille’a.
Przez 40 miesięcy osiągano nowe najwyższe liczby głosicieli, pod koniec roku 2022 było ich 106 050. Natomiast przez 28 miesięcy osiągano nowe najwyższe liczby pionierów stałych, osiągając stan 50 846 osób, co oznacza, że prawie połowa głosicieli pełni tę służbę pełnoczasowo.
23 kwietnia 2023 roku podczas specjalnego programu ogłoszono wydanie Biblii — Ewangelii według Mateusza w chińskim języku migowym (CSL). To pierwsza księga biblijna kiedykolwiek wydana w tym języku. Z programu skorzystało prawie 200 osób z dwóch zborów tego języka. 
W 2024 roku delegacje z Korei Południowej brały udział w kongresach specjalnych pod hasłem „Głośmy dobrą nowinę!” w Chile, Czechach i Stanach Zjednoczonych.
Świadkowie Jehowy w Korei Południowej korzystają z 618 własnych Sal Królestwa. Planuje się wybudowanie ponad 100 kolejnych. Zebrania zborowe odbywają się w języku koreańskim, angielskim, arabskim, birmańskim, chińskim, chińskim języku migowym, hindi, hiszpańskim, indonezyjskim, japońskim, khmerskim, mongolskim, nepalskim, rosyjskim, syngaleskim, tagalskim, tajskim, wietnamskim i koreańskim migowym.
Koreańskie Biuro Oddziału nadzoruje tłumaczenie literatury biblijnej na 4 języki, w tym język koreański i koreański język migowy. Transkrybowane są publikacje koreańskojęzyczne na język brajla. Publikacje biblijne drukuje się i wysyła w przeszło 30 językach. Wydaje się również filmy w koreańskim języku migowym. W miejscowym Biurze Oddziału działa również Regionalny Zespół Wideo.

### Sytuacja odmawiających odbycia służby wojskowej ze względu na sprzeciw sumienia
Pierwszy Świadek Jehowy został skazany za odmowę pełnienia służby wojskowej w 1953 roku. Od tego czasu do sierpnia 2018 roku ponad 19 340 młodych Świadków Jehowy odbyło w więzieniach karę do 3 lat pozbawienia wolności za odmowę pełnienia służby wojskowej, podyktowaną sumieniem. Równocześnie od 2004 roku sądy uznały za niewinnych 90 odmawiających służby wojskowej ze względów religijnych. Średnio z tego powodu około 40–50 młodych głosicieli było każdego miesiąca wtrącanych do więzień oraz zostawało skazanymi na 18-miesięczny pobyt w więzieniu, a ponieważ trwale figurują w wykazie osób skazanych, utrudnia im to znalezienie zatrudnienia oraz poważnie ogranicza możliwości wjazdu do takich krajów, jak Japonia, która uznaje osoby odmawiające służby wojskowej za persona non grata. Zgodnie z raportem Rady Praw Człowieka ONZ z czerwca 2013 roku, spośród tych krajów, które stosują karę więzienia za odmowę podjęcia służby wojskowej ze względu na przekonania religijne wobec Świadków Jehowy, 93% z nich było przetrzymywanych w Korei Południowej. W 1973 roku wobec uwięzionych Świadków zaczęto stosować tortury, co trwało do połowy lat 90. XX wieku. 15 stycznia 2009 roku prezydencka komisja badająca przypadki niewyjaśnionych zgonów w armii wydała raport, który potwierdza, że władze Korei ponoszą odpowiedzialność za śmierć pięciu młodych Świadków Jehowy więzionych między rokiem 1975 a 1985 za podyktowaną sumieniem odmowę służby wojskowej.
3 listopada 2006 roku Komitet Praw Człowieka ONZ orzekł, że Korea Południowa pogwałciła prawo dwóch Świadków Jehowy do odmowy pełnienia służby wojskowej ze względu na sumienie. Trybunał Konstytucyjny Korei i Koreańska Krajowa Komisja Praw Człowieka (NHRC) wezwały rząd do stworzenia zastępczej służby cywilnej. 11 listopada 2010 roku kwestia ta była rozpatrywana przez koreański Trybunał Konstytucyjny, który stwierdził, że kierowanie osób uchylających się od ćwiczeń wojskowych sił rezerwy oraz służby wojskowej, narusza ich wolność sumienia. Rozprawy w Sądzie Konstytucyjnym w Seulu i 488 przypadków skarg, wniesionych do Komisji Praw Człowieka ONZ, doprowadziły do tego, że 24 marca 2011 roku komisja UNHRC orzekła po raz trzeci, iż Korea Południowa naruszyła zobowiązania, wynikające z 18 artykułu Międzynarodowego Paktu Praw Obywatelskich i Politycznych (ICCPR), aresztując osoby, postępujące zgodnie ze swoim sumieniem. Pomimo międzynarodowego uznania praw osób, uchylających się od służby wojskowej ze względu na sprzeciw sumienia, orzeczenie koreańskiego Sądu Najwyższego z 30 sierpnia 2011 roku pozwalało na (jako niesprzeczne z Konstytucją) dalsze więzienie koreańskich obywateli, odmawiających pełnienia służby wojskowej ze względu na sprzeciw sumienia. 25 października 2012 roku Komisja Praw Człowieka ONZ orzekła, „że Korea Południowa pogwałciła prawa 388 Świadków Jehowy, którzy ze względu na sumienie odmówili pełnienia służby wojskowej, i musi zrekompensować im poniesione szkody”.
W styczniu 2013 roku 733 młodych Świadków Jehowy odbywało wyroki więzienia za odmowę służby wojskowej, przy braku możliwości odbycia zastępczej służby wojskowej. W 2013 roku na podstawie wniosków płynących ze spotkania z grudnia 2012 roku przedstawicieli Świadków Jehowy w Korei z przedstawicielami koreańskiej służby więziennej postanowiono odseparować Świadków uwięzionych za neutralność od więźniów skazanych za morderstwa i udział w gangach. Ponad 70% uwięzionych Świadków zostało oddzielonych od więźniów skazanych za poważne przestępstwa i umieszczonych razem z innymi Świadkami Jehowy. W 2013 roku koreańskie biuro Świadków Jehowy wydało broszurę zwracającą uwagę na nieuznawanie przez rząd prawa do podyktowanej sumieniem odmowy służby wojskowej. W styczniu 2014 roku prezydent skrócił o miesiąc lub dwa wyroki pozbawienia wolności dla 100 Świadków Jehowy więzionych za odmowę służby wojskowej. 30 czerwca 2014 roku 28 spraw czekało na rozpatrzenie przez Trybunał Konstytucyjny, a 618 Świadków Jehowy nadal przebywało w więzieniach. W orzeczeniu wydanym 15 października 2014 roku i ogłoszonym 14 stycznia 2015 roku Komitet Praw Człowieka ONZ po raz piąty potępił władze Korei Południowej za niesprawiedliwe uwięzienie osób odmawiających pełnienia służby wojskowej oraz za pogwałcenie ich prawa do wolności sumienia. Komitet ten wezwał władze również do zatarcia skazania 50 Świadkom oraz wypłacenia im należnego odszkodowania. Ponadto w orzeczeniu oświadczono, że koreańskie władze „zostają zobowiązane do tego, by (...) [podjąć] kroki legislacyjne w celu zagwarantowania prawa do odmowy służby wojskowej ze względu na sumienie”.
12 maja 2015 roku Sąd Rejonowy w Kwangju orzekł, że Hye-min Kim, Lak-hoon Cho i Hyeong-geun Kim, trzech koreańskich Świadków Jehowy nie jest winnych uchylania się od pełnienia służby wojskowej. 9 lipca 2015 roku zostali oni przesłuchani przez Trybunał Konstytucyjny Korei Południowej. 18 października 2016 roku wydział apelacyjny Sądu Rejonowego w Kwangju orzekł, że nie są oni winni uchylania się od służby wojskowej. To pierwsi Świadkowie Jehowy w Korei Południowej, którzy zostali uwolnieni od takiego zarzutu przez sąd apelacyjny prawomocnym wyrokiem. W okresie poprzednich 20 miesięcy sędziowie sądów niższych instancji wydali 16 wyroków uniewinniających. Na rozpatrzenie przez Sąd Najwyższy czekało ponad 40 spraw dotyczących mężczyzn uznanych w tej kwestii za winnych. W październiku 2016 roku w więzieniach przebywało 537 Świadków Jehowy, w kwietniu 2017 roku – 401, a w październiku 2017 roku – 309, w kwietniu 2018 – 235, w lipcu 2018 roku – 192, w sierpniu – 117, a w listopadzie – 108. Odroczono 933 rozprawy związane z podyktowaną sumieniem odmową służby wojskowej.
W lipcu i sierpniu 2015 roku 631 koreańskich Świadków Jehowy wniosło do oenzetowskiej Grupy Roboczej do spraw Bezprawnych Zatrzymań skargi na rząd Korei za ich uwięzienie. W pierwszym półroczu 2016 roku wpłynęło 51 kolejnych takich wniosków. 3 listopada 2015 roku Komitet Praw Człowieka ONZ wydał końcową opinię, w której nalegał, by rząd Korei Południowej wprowadził alternatywną służbę cywilną dla osób odmawiających pełnienia służby wojskowej, natychmiast zwolnił wszystkie osoby, które na skutek podyktowanej sumieniem odmowy służby wojskowej zostały skazane na pozbawienie wolności oraz wykreślił je z rejestru skazanych, wypłacając im odszkodowanie i zadbał o nieujawnianie ich danych osobowych. 9 grudnia 2016 roku południowokoreańska Krajowa Komisja Praw Człowieka uznała, że prawo do podyktowanej sumieniem odmowy pełnienia służby wojskowej jest podstawowym prawem człowieka, które nie podlega jakimkolwiek ograniczeniom i musi być chronione przez władze państwowe. 1 maja 2017 roku Sąd Administracyjny w Seulu orzekł, że do czasu rozpatrzenia skargi na działania Wojskowego Biura Zarządzania Zasobami Ludzkimi, ma ono zaprzestać publikowania na swojej oficjalnej stronie internetowej danych osób odmawiających służby wojskowej ze względu na sumienie. Biuro zastosowało się do tego nakazu.
Ogółem w latach 2006–2016 w pięciu oddzielnych orzeczeniach obejmujących ponad 500 skarg Komitet Praw Człowieka ONZ potępił Koreę Południową za karanie osób odmawiających służby wojskowej ze względu na sumienie. Mimo że w 1990 roku Korea Południowa dobrowolnie ratyfikowała ICCPR oraz Pierwszy Protokół Fakultatywny, odmówiła podjęcia dalszych działań związanych z wdrożeniem tych zaleceń. W swych orzeczeniach Komitet polecił rządowi Korei Południowej również wymazanie z rejestrów skazanych osób, które odbyły karę więzienia za odmowę służby wojskowej.
W tygodniu od 7 sierpnia 2017 roku 7 młodych mężczyzn w procesie toczącym się ze względu na ich podyktowaną sumieniem odmowę pełnienia służby wojskowej otrzymało precedensowy wyrok uniewinniający. W okresie od maja 2015 roku zapadło 38 z 42 wyroków uniewinniających, z czego 25 wydano tylko w roku 2017. Oczekując na decyzję Trybunału Konstytucyjnego, wiele sądów wstrzymywało się z wydawaniem wyroków; średnia odroczonych spraw wzrosła ze 100 do ponad 500. 11 sierpnia 2017 roku delegacja reprezentująca 904 obdżektorów zwróciła się do prezydenta Mun Jae-in z petycją o uznanie prawa do podyktowanej sumieniem odmowy służby wojskowej przez uwolnienie więźniów i wprowadzenie alternatywnej służby cywilnej. Petycję podpisało 360 obdżektorów znajdujących się w więzieniu oraz 544 obdżektorów, przeciwko którym toczyły się wtedy rozprawy sądowe.
28 czerwca 2018 roku Trybunał Konstytucyjny Korei Południowej uznał jeden z artykułów ustawy o służbie wojskowej za niezgodny z konstytucją, ponieważ nie zapewniał on alternatywnej służby dla osób odmawiających pełnienia służby wojskowej. Decyzja ta pozwalała Sądowi Najwyższemu na orzecznictwo w oczekujących w sądach różnych instancji około 900 konkretnych sprawach, dotyczących osób odmawiających służby wojskowej. Rozprawa w tej sprawie przed Sądem Najwyższym rozpoczęła się 30 sierpnia 2018 roku. Ponadto wyrok Trybunału Konstytucyjnego zobowiązał rząd do wprowadzenia alternatywnej służby dla osób odmawiających służby wojskowej do 31 grudnia 2019 roku. 1 listopada 2018 roku Sąd Najwyższy Korei Południowej postanowił, że podyktowana sumieniem odmowa służby wojskowej ze względów religijnych nie jest przestępstwem, lecz stanowi „uzasadnioną podstawę” niewyrażenia zgody na powołanie do wojska. To orzeczenie sądu najwyższej instancji umożliwiło uznanie za niewinnych ponad 900 koreańskich głosicieli, których sprawy oczekują na rozpatrzenie w sądach różnych instancji.
Ministerstwo Sprawiedliwości postanowiło 30 listopada 2018 roku zwolnić 57 z 64 pozostających w więzieniach głosicieli. Pozostali opuścili więzienia po odsiedzeniu 6 miesięcy z zasądzonej kary. 31 grudnia 2019 roku władze ogłosiły, że obejmą specjalną amnestią 1879 mężczyzn, którzy kierując się sumieniem, odmówili odbycia służby wojskowej. Świadkowie Jehowy, wciąż będą figurować w rejestrze osób skazanych, ale władze zdejmą z nich wszelkie pięcioletnie  restrykcje. 13 lutego 2020 roku Sąd Najwyższy oczyścił z zarzutów 108 Świadków Jehowy, a 27 lutego kolejnych 210. Jednak w tym samym dniu ten sam sąd oddalił kasację Jin-seong Banga i utrzymał w mocy wyrok skazujący. We wrześniu 2021 roku trzech Świadków Jehowy odsiadywało półtoraroczny wyrok więzienia za odmowę pełnienia służby wojskowej. W styczniu 2023 roku nie było już żadnego uwięzionego Świadka Jehowy.
26 października 2020 roku rząd Korei Południowej umożliwił obdżektorom odbywanie alternatywnej służby cywilnej. Od tego dnia 63 Świadków Jehowy, którzy zgodzili się na taką formę służby na rzecz społeczeństwa, rozpoczęło trzyletnią pracę w jednym z dwóch wyznaczonych zakładów karnych. W tym 3-letnim okresie musza pracować i przebywać w więzieniu.
28 stycznia 2021 roku południowokoreański Sąd Najwyższy uznał, że podyktowana sumieniem odmowa stawienia się na ćwiczenia wojskowe dla rezerwistów nie jest przestępstwem. Osoby, które odbyły służbę wojskową, zanim zostały Świadkami Jehowy, nie będą podlegać karze. 
23 listopada 2021 roku przewodniczący Koreańskiej Krajowej Komisji Praw Człowieka spotkał się z przedstawicielami Biura Oddziału w Korei Południowej oraz Azjatycko-Pacyficznego Stowarzyszenia Świadków Jehowy. Zaprezentowali oni przygotowany raport „Alternatywna służba cywilna w Korei Południowej – 2021”, mówiący, że Korea Południowa nie respektuje międzynarodowych standardów. Służba zastępcza trwa 36 miesięcy – dwa razy tyle, co służba wojskowa, osoby nią objęte pracują w zakładach karnych. Podczas pierwszego miesiąca nie mogą opuszczać terenu zakładu, w którym przebywają. Później muszą uzyskać pozwolenie i wrócić przed godziną 21:30. 2 grudnia 2021 roku Koreańska Krajowa Komisja Praw Człowieka wydała oficjalne oświadczenie, że wprowadzona w Korei Południowej alternatywna służba cywilna nie spełnia międzynarodowych standardów w zakresie praw człowieka.